# Wagait Beach
Wagait Beach – miejscowość na obszarze Terytorium Północnego w Australii, położona na wybrzeżu morza Timor. Według spisu powszechnego w 2006 roku, Wagait Beach wspólnie z miejscowością Mandorah, liczyła 293 osoby.